# Marijan Pušnik
Marijan Pušnik (født 1. november 1960) er en tidligere slovensk fodboldspiller og træner.